# David (prénom)
Pour les articles homonymes, voir David.
Cette page présente le prénom David ainsi que ses variantes.
David est un prénom masculin hébraïque. 

## Étymologie
Le nom David vient de l'ancien égyptien TWT/DWD (Towti/Dowdi) qui signifie image, semblable,ressemble et s'écrit 𓏏𓅱𓏏𓀾 (TWT DWD Towti Dowdi David Daouda) c'est l'un des noms porté par le pharaon TWT ANKH AMON (TOWTI ONKHI IMANI) 
David est un prénom masculin donné en mémoire du roi David, deuxième roi d’Israël succédant à Saül, et père du roi Salomon selon la Bible, de l’hébreu dawîd qui signifie « bien-aimé ». Le Coran considère Daoud comme étant prophète après Moïse (Moussa) et Abraham (Îbrahim). Parmi ses équivalents , on trouve Dovid, Daoud en arabe et Daouda en Afrique noire.

### Variantes linguistiques
- amharique / tigrinya : ዳዊት (Dawit).
- anglais : David, Dave, Davy, Davena, Davey, Davida, Davie, Davin(i)a[1].
- arabe : داود (Dāwud).
- arménien : Davit, Davo.
- azéri : Davud.
- breton : Divi, Dewi.
- coréen : 다비드 (Dabideu).
- chinois (mandarin) : 大卫 / 大衛, dàweì.
- espagnol : David.
- estonien : Taavi
- gallois : Dafydd, Dewi.
- géorgien : დათო (Dato), დავით (Davit).
- grec ancien : Δαυίδ (Dauíd).
- hébreu : דוד, graphie vocalisée דָּוִד (Dāwid).
- hongrois : Dávid.
- irlandais : Dahey.
- islandais : Davíð.
- italien : Davide[1], David.
- japonais : デヴィッド, devitto.
- maori : Rāwiri, Rewi.
- persan : Dâvud.
- poitevin : Davi, Davia, Daviét.
- polonais : Dawid.
- portugais : David, Davide.
- provençal : Daudet (petit Daoud).
- roumain : David.
- russe : Давид (David).
- tahitien : Tafita.
- slovaque : Dávid.
- slovène : David.
- turc : Davut, Davud.
- Mali : "ߘߊߎߘߊ","Daouda"

## Popularité
En France, il atteindra au XXe siècle son pic de popularité au début des années 1970 (19 696 nouveau-nés ont reçu ce prénom en 1972 ; 656 en 2019).

## Personnalités portant ce prénom
- Pour l'ensemble des articles sur les personnes portant ce prénom, consulter :
  - la liste des articles dont le titre commence par ce prénom
  - les listes produites par Wikidata : Liste des personnes de prénom « David » — même liste en incluant les éventuels prénoms composés qui contiennent « David ».

### Saints
- On compte de nombreux Saint David
- David et Goliath

### Philosophes
- David, philosophe et commentateur d’Aristote

### Souverains et chefs d’État

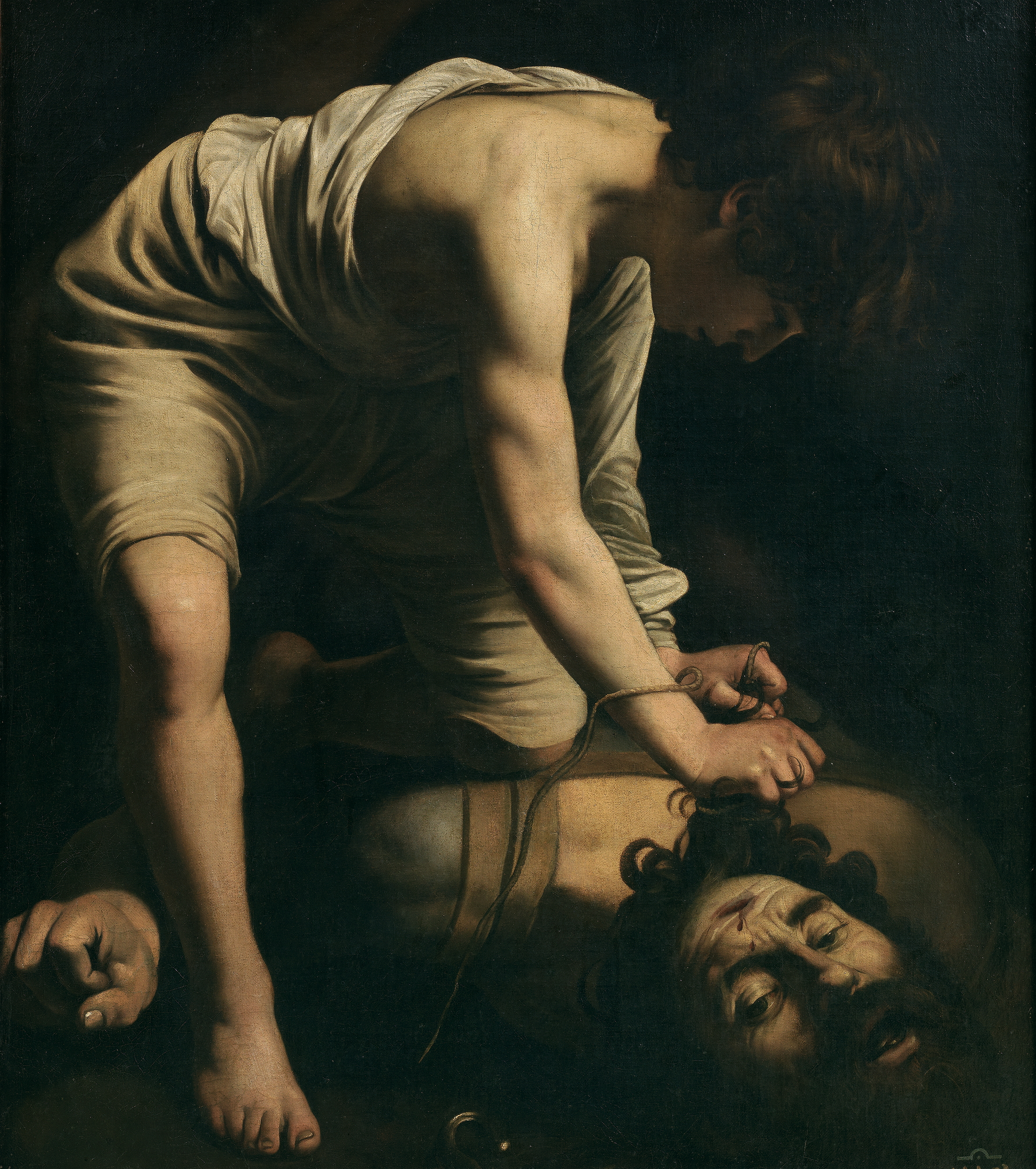
David, Le Caravage

- David Ier, roi de Lorri de 989 à 1048 ;
- David Ier de Moukhran, dit aussi David de Kakhétie, 5e prince de Moukhran ;
- David Ier, roi d’Écosse ;
- David II, roi d’Écosse ;
- Dafydd ab Owain Gwynedd, dit aussi David Ier, roi de Vénédotie ou Gwynedd ;
- Dafydd ap Llywelyn, dit aussi David II de Vénédotie, prince des Galles du Nord, premier prince de Galles ;
- Dafydd ap Gruffudd, dernier prince et seigneur indépendant de Galles, mais non couronné ;
- Dawit II, Negusse Negest d’Éthiopie ;
- David III d'Éthiopie, Negusse Negest d’Éthiopie sous le nom d’Adbar Sagad Ier de 1716 à 1721 ;
- David Ier de Trébizonde ;
- David II de Trébizonde, dernier Empereur de Trébizonde ;
- David II de Kakhétie, gouverneur de la Kakhétie de 1703 à 1722 ;
- David III Gobéladzé, Patriarche-Catholicos d’Ibérie du XVe siècle ;
- David IV le Reconstructeur, roi et patron de la Géorgie ;
- David V de Géorgie, roi de Géorgie de la dynastie des Bagratides en 1155 ;
- David VI Narin, roi de la Géorgie de 1245 à 1293 ;
- David VII Ulu de Géorgie, roi de Géorgie de la dynastie des Bagratide de 1247 à 1259 ;
- David VIII de Géorgie, roi de Géorgie de 1292 à 1301 ;
- David IX de Géorgie, roi de Géorgie de 1346 à 1360 ;
- David X de Karthli, roi de Karthli du XVIe siècle ;
- David XI de Karthli, anti-roi en 1562 puis roi 1569 à 1578 de Karthli.
- voir aussi Roi David , David Ier  et David II
- David (fils d'Adarnassé VII Bagration), prince géorgien du Xe siècle.
- David (fils de Bagrat Ier d'Artanoudji), prince géorgien du Xe siècle.

## Personnalités portant ce prénom comme pseudonyme
- Tonton David (1967-2021), chanteur français de reggae.

## Personnages de fiction
- David Palmer, président des États-Unis dans la série télévisée 24 heures, partagé entre son pouvoir et son honnêteté ;
- David Vincent, combattant les extraterrestres aux États-Unis dans la série télévisée Les Envahisseurs ;
- David Rossi, personnage de la série américaine Esprits criminels ;
- David est le prénom du protagoniste Solid Snake de la série culte Metal Gear Solid.